# Azotat de potasiu
Azotatul de potasiu (Salpetrul de India) este o sare a potasiului cu acidul azotic.Azotatul de potasiu (KNO₃) este o sare ionică utilizată în agricultură ca îngrășământ, în industria alimentară pentru conservarea cărnii, și în pirotehnie datorită proprietăților sale oxidante. Apare sub formă de cristale albe, solubile în apă, și poate fi produs prin reacția dintre hidroxidul de potasiu și acidul azotic. Este important să fie manipulat cu grijă pentru a evita riscurile de incendiu și explozii.

## Proprietate
Nitratul de potasiu se prezintă sub formă de cristale incolore, care se dizolvă cu absorbție de temperatură în apă. Prin încălzire la peste 400 °C se descompune în nitrit de potasiu și oxigen:
{\displaystyle \mathrm {2\ KNO_{3}\ _{\overrightarrow {\triangle }}\ 2\ KNO_{2}+O_{2}} }
Nitratul de potasiu este mult mai higroscopic decât ceilalți nitrați.Azotatul uscat la temperatura ridicata este un oxidant puternic.

## Utilizare
- Se folosește în procesul de saramurare al produselor alimentare
- La obținerea prafului de pușcă sau alte produse pirotehnice. Praful de pușcă "pulberea negră" este un amestec de azotat de potasiu, sulf și cărbune.
- Un amestec compus 24% Bor + 71% KNO3 + 5% (liant) (Metacrilat de polimetil) este inflamabil la temperaturi joase (−196 °C)
- Amestecul de 60% NaNO3+40% KNO3 se topește la 222 °C este un bun transportor de căldură, fiind folosit la celulele solare
- Băile de salpetru se folosesc la tratarea termică a aliajelor de aluminiu și magneziu
- Este folosit la producerea grenadelor fumigene
- Utilizat la obținerea îngrășămintelor chimice

## Obținere
Sunt metode numeroase de obținere din alte săruri combinate cu acidul azotic:
{\displaystyle \mathrm {KOH+HNO_{3}\rightarrow KNO_{3}+H_{2}O} }
{\displaystyle \mathrm {2\;K+2\ HNO_{3}\rightarrow 2\;KNO_{3}+H_{2}} }
{\displaystyle \mathrm {K_{2}O+2\;HNO_{3}\rightarrow 2\;KNO_{3}+H_{2}O} }
{\displaystyle \mathrm {2\ KOH+N_{2}O_{5}\rightarrow 2\;KNO_{3}+H_{2}O} }
{\displaystyle \mathrm {NaNO_{3}+KCl\rightarrow KNO_{3}+NaCl} }
{\displaystyle \mathrm {K_{2}CO_{3}+2\;HNO_{3}\rightarrow 2\;KNO_{3}+H_{2}O+CO_{2}} }